# Ignace Gata Mavita
Ignace Gata Mavita ou Gata Mavita wa Lufuta, né le 7 janvier 1949 à Popokabaka dans le Kwango, est un enseignant et homme politique de la république démocratique du Congo. Il est ministre de l’Intégration régionale dans les deux gouvernements Gizenga I et Gizenga II, de février 2007 à octobre 2008. Il est vice-ministre des Affaires étrangères dans les deux gouvernements Muzito I et Muzito II. Il est membre du PPRD.

## Biographie
Ignace Gata Mavita wa Lufuta est né le 7 janvier 1949 à Popokabaka dans le Kwango. Il est le fils de Paul Gata Makengo et Madeleine Lufuta Munianga.
Il fait ses études primaires à la mission catholique Ngowa de Popokabaka, et ses études secondaires au collège Saint-Paul de Kasongo-Lunda de 1963 à 1969. Il poursuit des études supérieures (1969-1970) au grand séminaire de Mayidi dirigé par les pères jésuites. Il obtient une licence en Droit à l’université nationale du Zaïre / Campus de Kinshasa en 1974, et une licence en Sciences politiques et administratives à l’université nationale du Zaïre / Campus de Lubumbashi en 1976.
Il enseigne d’abord comme professeur au lycée Ntinu-Wene de Limete à Kinshasa. Il occupe plusieurs position dans la fonction publique, dont notamment : commissaire de District du Haut Katanga à Kipushi de 1988 à 1991 ; commissaire de District du Kwilu à Bulungu d’avril à octobre 1991 ; commissaire de District du Kwango à Kenge de 1991 à 1993 ; maire de la Ville de Kikwit de 1993 à 1997.
Il est marié avec Céline-Marie Nemena Bukele: ils ont 6 enfants.